# Investigative Ophthalmology & Visual Science
Investigative Ophthalmology & Visual Science (skrót: IOVS, Invest Ophthalmol Vis Sci) – naukowe czasopismo okulistyczne o zasięgu międzynarodowym; wydawane w Stanach Zjednoczonych od 1962. Oficjalny organ Association for Research in Vision and Ophthalmology (ARVO). Od 2009 ukazuje się wyłącznie w formie online.
Tytuł ukazuje się kilka razy w miesiącu w formie wydań online. Publikowane są w nim prace oryginalne oparte na badaniach klinicznych lub laboratoryjnych ze statystycznie trafnymi wynikami, które zwiększają wiedzę specjalistów o normalnych i anormalnych procesach mających wpływ na widzenie. Tematyka prac obejmuje 13 sekcji odpowiadających sekcjom, na które podzieleni są członkowie ARVO oraz 3 grupy przekrojowe (sekcje: anatomia i patologia/onkologia, biochemia/biologia molekularna, badania kliniczne i epidemiologiczne, rogówka, ruchy oka/zez/niedowidzenie/neurookulistyka, jaskra, immunologia/mikrobiologia, soczewki, fizjologia/farmakologia, siatkówka, biologia komórek siatkówki, neuronauka widzenia oraz psychofizyka widzenia/optyka fizjologiczna). Publikowane są również krótkie aktualizacje dotyczące istotnych zmian w ważnych obszarach badawczych, ale tylko na zaproszenie. Streszczenia spotkań, sympozjów i artykułów ogólnych nie są brane pod uwagę. Począwszy od stycznia 2016 wszystkie publikacje ukazujące się w tym czasopiśmie objęte są otwartym dostępem, zaś wcześniejsze dostępne są bezpłatnie.
Pismo ma współczynnik wpływu impact factor (IF) wynoszący 3,388 (2017). W międzynarodowym rankingu SCImago Journal Rank (SJR) mierzącym wpływ i znaczenie poszczególnych czasopism naukowych „Investigative Ophthalmology & Visual Science" zostało w 2017 sklasyfikowane na 8. miejscu wśród czasopism z kategorii: okulistyka. W polskich wykazach czasopism punktowanych przez Ministerstwo Nauki i Szkolnictwa Wyższego czasopismo otrzymało kolejno: 40 pkt (2013-2016) oraz 140 pkt (2019).
Redaktorem naczelnym (ang. editor-in-chief) czasoopisma jest Donald C. Hood z nowojorskiego Uniwersytetu Columbia.
Poza „Investigative Ophthalmology & Visual Science" ARVO wydaje także „Journal of Vision" oraz „Translational Vision Science and Technology".